# Thurso (fleuve)
Pour les articles homonymes, voir Thurso.
Le fleuve Thurso  (anglais : Thurso River) est un cours d'eau du nord du Fiordland dans la région de Southland dans le district du Southland, dans l’Île du Sud de la Nouvelle-Zélande.

## Géographie
Il prend naissance à l’ouest du Mont Pembroke et s’écoule vers l’ouest pour se déverser dans la Mer de Tasman au nord de Milford Sound.